# 陈叔亮 (1911年)
陈叔亮（1911年—1995年），天津人，中华人民共和国政治人物、外交官。

## 生平
1934年毕业于辅仁大学中文系，后在日本东京早稻田大学文学院读研，1935年回国。1936年参加中华民族解放先锋队。1937年加入中国共产党。1938年入延安马列学院学习。任中共晋察冀中央分局科长。
1946年任军调部济南小组中共代表。军调部中共方面秘书处副处长、处长。中社部一室副主任。1948年5月任石家庄市公安局局长。建国后任天津市公安局秘书长，外交部亚洲司专员。驻印尼大使馆参赞，1961年3月至1969年5月任中华人民共和国驻柬埔寨大使。1979年，接替李庭荃担任中华人民共和国驻罗马尼亚大使。1982年，由李则望接任。国际关系学院院长。

## 家庭
其夫人为康岱沙。